# Sten Ahlner
Sten „Stabben“ Ahlner (* 7. Dezember 1915 in Stockholm; † 1997) war ein schwedischer Sportfunktionär. Der Journalist arbeitete für den Svenska Ishockeyförbundet sowie den Svenska Fotbollförbundet. Überregionale Bekanntheit erlangte er als Fußballschiedsrichter, als er während der Fußball-Weltmeisterschaftsendrunde 1958 in seinem Heimatland das Gruppenspiel zwischen Argentinien und Nordirland leitete, das die Südamerikaner mit einem 3:1-Erfolg für sich im Örjans vall in Halmstad entschieden.
Ahlner veröffentlichte diverse Sportbücher, darunter auch eine Chronik zum 70. Geburtstag seines Heimatverein Hammarby IF 1967.